# Enoch Light
Enoch Henry Light (* 18. August 1905 in Canton, Ohio; † 31. Juli 1978 in Redding, Connecticut) war ein US-amerikanischer Klassik-Violinist, Bandleader, Produzent und Toningenieur. Er war Gründer, A&R-Chef und Vizepräsident der Plattenfirmen Grand Award Records und Command Records.

## Produktion und Tontechnik
Light ist einer der ersten Musiker, die um extrem hochwertige Stereo-Aufnahmen bemüht waren und dazu den vollen Nutzen aus den technischen Möglichkeiten der Studio-Technik der späten 1950er und frühen 1960er Jahre zogen. So leistete er Pionierarbeit bei der Aufnahmetechnik, beschäftigte sich früh mit Mehrspuraufnahmen und benutzte 35-mm-Magnetfilm anstelle des konventionellen Magnettonbands, um verschiedene Störeffekte zu reduzieren. Zudem setzte er massiv Stereo-Effekte ein, die Klänge zwischen dem rechten und linken Kanal hin und her wandern ließen (sogenannte Ping-Pong-Effekte).
Er war der erste Produzent, der die Einsätze seiner Musiker im Hinblick auf die Art der von ihm gewünschten Klänge arrangierte. Das erste Album, das er für sein Label Command Records produzierte, war Persuasive Percussion von Terry Snyder, das sich sehr gut verkaufte, aber kaum bis gar nicht in den Radios lief, da in dieser Zeit die Radiostationen standardmäßig ein Mono-Signal sendeten. Ebenfalls auf Command erschien die Command Test Record, eine Schallplatte, mit der man die Aufstellung und Funktion seiner Stereoanlage überprüfen konnte.

## Artwork
Seine Plattencover waren meistens mit abstrakter, minimalistischer Kunst gestaltet und hoben sich dadurch stark von anderen Covern dieser Zeit ab. Das Artwork der ersten Veröffentlichungen wurde von Josef Albers erstellt.
Light war so vom Klang seiner Produktionen fasziniert, dass er die einzelnen Klänge jedes einzelnen Titels in langer Prosa beschrieb. Damit alle Beschreibungen auf das Cover passten, ließ er Hüllen in doppelter Größe anfertigen, die sich wie ein Buch aufklappen ließen und machte somit das sogenannte Fold-Out-Cover oder Gatefold populär. Diese Klappcover wurden in späteren Jahrzehnten sehr beliebt und für viele Veröffentlichungen benutzt, wie zum Beispiel für das Beatles-Album Sgt. Pepper’s Lonely Hearts Club Band.

## Labels und Veröffentlichungen
Enoch Light veröffentlichte unzählige Alben in verschiedenen Genres, unter unterschiedlichen Namen in den späten 1950er und frühen 1960er Jahren. Platten, die eher für die ältere Generation gedacht waren, veröffentlichte er auf seinem, früher gegründeten, Zweitlabel Grand Award Records, das nun als Sublabel von Command lief.
Es erschienen mehrere Alben in der Persuasive Percussion-Serie, deren erste Veröffentlichung „Enoch Light/Terry Snyder & The All Stars - Persuasive Percussion“ (1960) Platz 1 der Album-Charts erreichte.
Die Aufnahmen auf 35-mm-Magnetfilm (siehe oben) wurden als die „35 MM“-Serie veröffentlicht, die mit dem Album „Stereo/35 MM“ (auf Command Records) startete. Mit „Enoch Light & Light Brigade - Stereo/35 MM“ erreichte Light eine weitere Nummer-Eins-Platzierung in den amerikanischen Charts.
Musiker, die auf seinen Alben mitwirkten, waren unter anderen Musiker der Bands The Free Design, The Critters, Rain sowie Doc Severinsen, Tony Mottola, Dick Hyman und der Arrangeur Lew Davies.
Im Jahr 1965 verkaufte Light Command Records an das Label ABC Records, das anschließend wiederum von MCA aufgekauft wurde. Nach dem Verkauf sank die Qualität der Platten, die unter diesen Labels herauskamen, dramatisch. Veröffentlichungen mit Klappcover-Format und „Light-Prosa“ wurden ab diesem Zeitpunkt nicht mehr umgesetzt, die Cover wurden gewöhnlich und die Platten aus recycletem Vinyl gepresst. Im Jahr 1975 wurden die Labels völlig eingestellt.
Nach dem Verkauf nahm Light weiterhin Platten auf und veröffentlichte sie auf seinem neu gegründeten Label „Project 3“, legte hier jedoch auf die Verwendung von Stereo-Effekten keinen gesteigerten Wert mehr. Light nahm mehrere erfolgreiche Alben mit seiner, in der Command-Zeit gegründeten, Bigband Enoch Light And The Light Brigade auf. Dabei hielt er die Partituren und Arrangements möglichst nahe am Original. 1974 zog er sich ganz von der Musik zurück. Vier Jahre später starb er. Enoch Light wurde auf dem Umpawaug Burial Ground in West Redding, Connecticut beigesetzt.
Lights Aufnahme von Autumn Leaves wurde von RJD2 für den Titelsong der AMC-Serie Mad Men A Beautiful Mine gesampelt.

## Diskografie

### Alben
| Jahr | Titel                                                             | Höchstplatzierung, Gesamtwochen, AuszeichnungChartsChartplatzierungen (Jahr, Titel, Platzierungen, Wochen, Auszeichnungen, Anmerkungen) | Anmerkungen |
| Jahr | Titel                                                             | US | Anmerkungen |
| ---- | ----------------------------------------------------------------- | --- | ----------- |
| 1959 | I Want To Be Happy Cha Chas                                       | US38 (4 Wo.)US |             |
| 1960 | Provocative Percussion, Vol. I                                    | US9 (96 Wo.)US |             |
| 1960 | Provocative Percussion, Vol. II                                   | US17 (46 Wo.)US |             |
| 1961 | Stereo/35 MM                                                      | US1 (57 Wo.)US |             |
| 1962 | Stereo/35 MM, Vol. II                                             | US8 (27 Wo.)US | Command     |
| 1962 | Provocative Percussion, Vol. IV                                   | US34 (8 Wo.)US |             |
| 1962 | Great Themes From Hit Films                                       | US27 (13 Wo.)US |             |
| 1962 | Enoch Light And His Orchestra At Carnegie Hall Play Irving Berlin | US44 (4 Wo.)US |             |
| 1963 | Big Band Bossa Nova                                               | US8 (33 Wo.)US |             |
| 1963 | 1963-The Year’s Most Popular Themes                               | US133 (3 Wo.)US |             |
| 1964 | Rome 35/MM                                                        | US121 (7 Wo.)US |             |
| 1964 | Dimension "3"                                                     | US78 (9 Wo.)US | Command     |
| 1964 | Command Performances                                              | US129 (4 Wo.)US |             |
| 1964 | Great Themes From Hit Films                                       | US143 (4 Wo.)US |             |
| 1964 | Discotheque Dance...Dance...Dance                                 | US84 (15 Wo.)US | Command     |
| 1965 | Magnificent Movie Themes                                          | US105 (10 Wo.)US |             |
| 1966 | Persuasive Percussion 1966                                        | US144 (6 Wo.)US |             |
| 1967 | Film On Film – Great Movie Themes                                 | US173 (2 Wo.)US |             |
| 1967 | Spanish Strings                                                   | US163 (4 Wo.)US |             |
| 1969 | Enoch Light & The Brass Menagerie                                 | US192 (7 Wo.)US |             |
| 1970 | Spaced Out                                                        | US191 (4 Wo.)US |             |
| 1971 | Big Band Hits Of The 30’s & 40’s!                                 | US176 (5 Wo.)US |             |

Weitere Alben
- 1958: I want to Be Happy Cha Cha’s (Grand Award)
- 1959: Persuasive Percussion (Vares Vintage, US: Gold)
- 1959: Bongos performances by Los Admiradores (Command)

### Singles
| Jahr | Titel Album                           | Höchstplatzierung, Gesamtwochen, AuszeichnungChartsChartplatzierungen (Jahr, Titel, Album, Platzierungen, Wochen, Auszeichnungen, Anmerkungen) | Anmerkungen |
| Jahr | Titel Album                           | US | Anmerkungen |
| ---- | ------------------------------------- | --- | ----------- |
| 1958 | I Want To Be Happy Cha Cha –          | US48 (7 Wo.)US |             |
| 1959 | With My Eyes Wide Open I’m Dreaming – | US99 (1 Wo.)US |             |